# ناوت وایا (آریزونا)
ناوت وایا (به انگلیسی: Nawt Vaya) یک منطقهٔ مسکونی در ایالات متحده آمریکا است که در آریزونا واقع شده‌است. ناوت وایا ۸۹۰ متر بالاتر از سطح دریا واقع شده‌است.